# Podnebne spremembe
Ta članek govori o podnebnih spremembah, ki se dogajajo sedaj. Za podnebne spremembe kot splošen pojav glej Podnebna spremenljivost.
Podnebne spremembe se nanašajo na globalne spremembe podnebja na Zemlji in na drugih planetih in lunah z atmosfero. Te spremembe lahko vključujejo dolgoročne procese ohlajanja ali segrevanja, ki trajajo različna časovna obdobja. Ključno pri razumevanju podnebnih sprememb je ločevanje med običajnimi vremenskimi vzorci, ki so značilni za določeno podnebno stanje ali podnebno območje (kot na primer tropsko ali polarno podnebje), in podnebnimi spremembami kot širšim pojavom.
Trenutno globalno segrevanje, ki ga večinoma povzroča človek (antropogeno), je primer zelo hitrega, vendar še ne zaključenega procesa podnebnih sprememb. V javnih razpravah se izraz "podnebne spremembe" pogosto uporablja kot sinonim za trenutni proces segrevanja, z izrazom „podnebna kriza“ ali „podnebna katastrofa“ opozarjamo na resnost posledic, ki jih povzroča ta proces.
Na Zemlji označujejo podnebne spremembe povišanje temperature ozračja zaradi onesnaževanja ter dvig povprečne temperature Zemljinega ozračja in oceanov od konca 19. stoletja naprej in njegovo predvideno nadaljevanje. S procesom globalnega segrevanja se na različne presegajo tudi planetarne meje. Te predstavljajo različne sisteme zemeljskega delovanja, ki predstavljajo stabilne pogoje za človekovo življenje.
Povprečna temperatura ozračja na Zemljini površini se je v zadnjih 150 letih povišala za približno za 1,5°C in se bo v naslednjih letih predvidoma še vzdignila.  °C-4,5 °C. Segrevanje je skoraj zagotovo posledica človeških dejavnosti, ki povečujejo količine toplogrednih plinov v ozračju in tako ustvarjajo učinek tople grede. Naravni vzroki kot sta Sončeva aktivnost in vulkanski izbruhi so imeli ogrevalni učinek v prvi polovici 20. stoletja, od druge polovice 20. stoletja je njihov učinek hladilen.
Posledice globalnega segrevanja so višanje morske gladine, spremembe v količinah in vrstah padavin, širjenje puščav, taljenje ledu in ledenikov ter povečanje števila naravnih katastrof, kar posledično vodi do izumrtja vrst in za človeštvo sprememb v kmetijstvu, gospodarstvu in življenjskem prostoru. Moč in kraj temperaturnih sprememb, ki jih lahko pričakujemo v prihodnje, še nista povsem jasna. 
Ogrevanje Zemlje in višanje gladine morij bi se zaradi velike toplotne kapacitete oceanov nadaljevalo še več kot tisoč let tudi, če se količina toplogrednih plinov v ozračju več ne bi povečevala.

## Vzroki
Trenutno globalno segrevanje je posledica učinka tople grede, ki nastaja zaradi povečanja količine toplogrednih plinov v ozračju. Le-to je večinoma posledica človeških aktivnosti, čeprav se je v preteklosti Zemlja segrevala zaradi naravnih pojavov - sprememb v orbiti in vulkanskih izbruhov. Zunanji vzroki nimajo takojšnjega učinka in zaradi visoke toplotne kapacitete Zemljinih oceanov Zemljino ozračje še ni v ravnovesju z njimi.
Človeške dejavnosti, ki so vodile do globalnega segrevanja, so se začele z industrializacijo in se kljub višji ozaveščenosti prebivalstva nadaljujejo. K njim spadajo predvsem uporaba fosilnih goriv (nafta, bencin, zemeljski plin, premog) in krčenje gozdnih površin, ki porabljajo odvečen ogljikov dioksid.

### Toplogredni plini
Glavnino toplogrednih plinov predstavljajo vodna para, ogljikov dioksid, metan, amonijak in ozon. 
Od leta 1700 se je količina ogljikovega dioksida v Zemljinem ozračju povečala za 31 odstotkov, količina metana pa za 149 odstotkov. Trenutne vsebnosti ogljikovega dioksida v Zemljinem ledu so najvišje v zadnjih 650.000 letih. Količina ogljikovega dioksida v Zemljinem ozračju je bila nazadnje tako visoka pred 20 milijoni let.
Ogrevanje zaradi dolgoživega ogljikovega dioksida lahko povzroči hitrejše izhlapevanje vode in ker je vodna para toplogredni plin, se temperatura še dodatno poveča ter povzroči še hitrejše nadaljnje izhlapevanje. 
Oblaki delujejo ohlajevalno ker na zgornji strani odbijajo sončevo toploto in hladijo Zemljo, na spodnji strani pa odbijajo toploto nazaj na Zemljo in jo s tem segrevajo. Njihov učinek je odvisen od njihove velikosti in višine.
Še en učinek je posledica taljenja ledu ob Zemljinih polih. Zaradi taljenja se zmanjšuje ledena površina, ki odbija sončne žarke, povečuje se vodna površina, ki sprejema sončevo toploto.
Temperature na Zemljinem površju in morjih so se v letih 1860-2000 povečale za 0,75 °C. Od leta 1979 se temperatura ozračja povečuje dvakrat hitreje kot temperatura oceanov. Oceani imajo veliko toplotno kapaciteto in lahko preko izhlapevanja odtajajo več toplote kot kopno. Severna polobla ima več kopnega kot južna zato se segreva hitreje. 
Segrevanje ozračja lahko med drugim povzroči tudi taljenje ledenikov, zmanjševanje Antarktike in povišanje gladine morja za 11 do 77 cm v naslednjih sto letih. Spremembe v padavinah lahko povzročijo poplave in suše, povzročijo selitve in imajo negativen gospodarski vpliv.

## Preprečevanje globalnega segrevanja
Za ustavitev globalnega segrevanje je potrebno zmanjšati porabo fosilnih goriv in izpuste ogljikovega dioksida v ozračje. Iskanje alternativnih virov energije, ki bi zmanjšali odvisnost od fosilnih goriv, poteka že dlje časa, vendar se trenutno dostopni alternativni viri še ne dosegajo učinkovitosti obstoječih virov energije, poleg tega pa zaradi njihove visoke cene niso dostopni prebivalcem manj razvitih okolij.
160 držav sveta je podpisalo Kjotski protokol, ki omejuje izpuste toplogrednih plinov. Združene države Amerike, ki so največji vir toplogrednih plinov, so protokol sicer podpisale, a ga zaradi potencialnega negativnega vpliva na razvoj lastnega gospodarstva še niso ratificirale. Kot druga največja vira antropogenih izpustov toplogrednih plinov ji sledita Kitajska in Indija, ki poskus omejevanja emisij CO2 ravno tako smatrata kot oviro pri razvoju gospodarstva.

### Temperaturne spremembe
Temperaturne spremembe so najbolj vidna posledica globalnega segrevanja. Klimatologi se strinjajo, da se je Zemlja segrela pred kratkim.
Dokaz za segrevanje podnebnega sistema vključuje opaženo povečane povprečne planetarne temperature ozračja in oceanov, močno pospešeno taljenje snega in ledu in naraščanje povprečne gladine morja. Najpogostejše merilo globalnega segrevanja je merjenje povprečne globalne temperature v globini zemeljske površine.

### Toplogredni plini
Toplogredni plini absorbirajo vso energijo, ki jo Zemlja pri segrevanju oddaja v obliki infrardečega sevanja, in je ne prepuščajo.

### Učinek tople grede
Učinek tople grede je pojav, ki nastane, ko povečane količine toplogrednih plinov v neustreznem sorazmerju povzročijo dvig temperature v zemeljski atmosferi in na površini zaradi toplote, ki je ujeta v nižjih plasteh ozračja.

## Znanstveni konsenz
Od 13,950 znanstveno pregledanih raziskav o globalnem segrevanju napisanih med 1991 in 2012 jih 23 (0,16 %) ne priznava obstoja globalnega segrevanja.
Od 33,690 avtorjev le-teh raziskav jih 34 (0,1 %) ne priznava obstoja globalnega segrevanja.

## Kontroverznost
Znanstveni konsenz potrjuje obstoj globalnega segrevanja in odgovornost človeštva zanj, čeprav je v kontekstu določenih posameznikov, organizacij in uradnih ustanov prisotno zanikanje pojava.